# Смашнова Анна Олександрівна
Смашнова Анна Олександрівна (івр. אנה סמשנובה; нар. 16 липня 1976) — колишня ізраїльськаi тенісистка.

## Фінали турнірів WTA

### Одиночний розряд 13 (12–1)
| Легенда           |
| Grand Slam (0)    |
| Tour Турніри (0)  |
| Tier I (0)        |
| Tier II (0)       |
| Tier III (3)      |
| Tier IV and V (9) |

| Результат | Ранг | Дата            | Турнір                                                     | Покриття | Опонент              | Рахунок       |
| --------- | ---- | --------------- | ---------------------------------------------------------- | -------- | -------------------- | ------------- |
| Перемога  | 1.   | 13 червня 1999  | Tashkent Open, Узбекистан                                  | Тверде   | Лоранс Куртуа        | 6–3, 6–3      |
| Перемога  | 2.   | 23 липня 2000   | Knokke-Heist, Бельгія                                      | Ґрунт    | Домінік Монамі       | 6–2, 7–5      |
| Перемога  | 3.   | 6 січня 2002    | ASB Classic, Нова Зеландія                                 | Тверде   | Тетяна Панова        | 6–2, 6–2      |
| Перемога  | 4.   | 13 січня 2002   | Richard Luton Properties Canberra International, Австралія | Тверде   | Тамарін Танасугарн   | 7–5, 7–6(7–2) |
| Перемога  | 5.   | 16 червня 2002  | Vienna, Австрія                                            | Ґрунт    | Ірода Туляганова     | 6–4, 6–1      |
| Перемога  | 6.   | 15 вересня 2002 | China Open (теніс), КНР                                    | Тверде   | Анна Курникова       | 6–2, 6–3      |
| Перемога  | 7.   | 2 серпня 2003   | Orange Warsaw Open, Польща                                 | Ґрунт    | Клара Закопалова     | 6–2, 6–0      |
| Перемога  | 8.   | 10 серпня 2003  | Nordea Nordic Light Open, Фінляндія                        | Ґрунт    | Єлена Костанич       | 4–6, 6–4, 6–0 |
| Перемога  | 9.   | 22 травня 2004  | Відень, Австрія                                            | Ґрунт    | Алісія Молік         | 6–2, 3–6, 6–2 |
| Перемога  | 10.  | 17 липня 2005   | Modena, Італія                                             | Ґрунт    | Татьяна Гарбін       | 6–6 ret.      |
| Перемога  | 11.  | 31 серпня 2005  | Hungarian Ladies Open, Угорщина                            | Ґрунт    | Каталіна Кастаньйо   | 6–2, 6–2      |
| Перемога  | 12.  | 30 липня 2006   | Будапешт, Угорщина                                         | Ґрунт    | Лурдес Домінгес Ліно | 6–1, 6–3      |
| Runner–up | 1.   | 26 серпня 2006  | Forest Hills, США                                          | Тверде   | Меган Шонессі        | 6–1, 0–6, 4–6 |

## Фінали ITF

### Одиночний розряд: 17 (7–10)
| Турніри $100,000 |
| Турніри $75,000  |
| Турніри $50,000  |
| Турніри $25,000  |
| Турніри $10,000  |

| Результат | Ранг | Дата              | Турнір                         | Покриття | Опонент               | Рахунок       |
| --------- | ---- | ----------------- | ------------------------------ | -------- | --------------------- | ------------- |
| Runner–up | 1.   | 25 листопада 1991 | Рамат-га-Шарон, Ізраїль        | Тверде   | Тесса Прайс           | 4–6 3–6       |
| Перемога  | 2.   | 11 липня 1993     | Ерланген, Німеччина            | Ґрунт    | Ізабель Куето         | 6–3, 6–1      |
| Runner–up | 3.   | 29 листопада 1993 | Рамат-га-Шарон, Ізраїль        | Тверде   | Петра Торен           | 3–6, 3–6      |
| Runner–up | 4.   | 2 червня 1997     | Ташкент, Узбекистан            | Тверде   | Анджеліка Гавальдон   | 3–6, 2–6      |
| Runner–up | 5.   | 14 липня 1997     | Гечо, Іспанія                  | Ґрунт    | Сеголен Бергер        | 6–3, 3–6, 1–6 |
| Перемога  | 6.   | 17 листопада 1997 | Яффа, Ізраїль                  | Тверде   | Ципора Обзилер        | 6–3, 6–2      |
| Runner–up | 7.   | 6 жовтня 1997     | Індіан-Веллс (Каліфорнія), США | Тверде   | Саекі Міхо            | 1–6, 4–6      |
| Runner–up | 8.   | 29 березня 1998   | Woodlands, США                 | Тверде   | Елена Пампулова       | 6–2, 1–6, 5–7 |
| Перемога  | 9.   | 12 квітня 1998    | Афіни, Греція                  | Ґрунт    | Ріта Куті-Кіш         | 1–6, 6–2, 6–2 |
| Runner–up | 10.  | 4 травня 1997     | Кардіфф, Велика Британія       | Ґрунт    | Квета Пешке           | 5–7, 4–6      |
| Перемога  | 11.  | 17 травня 1998    | Порту, Португалія              | Ґрунт    | Алексія Дешом-Баллере | 6–2, 6–2      |
| Перемога  | 12.  | 4 жовтня 1998     | Санта-Клара (Каліфорнія), США  | Тверде   | Емі Фрейзер           | 2–6, 6–4, 6–2 |
| Runner–up | 13.  | 3 жовтня 1999     | Santa Clara, США               | Тверде   | Кара Блек             | 2–6, 1–6      |
| Перемога  | 14.  | 17 жовтня 1999    | Ларґо, США                     | Тверде   | Марісса Ірвін         | 7–6(7–2), 6–1 |
| Runner–up | 15.  | 9 вересня 2001    | Фано, Італія                   | Ґрунт    | Зузана Ондрашкова     | 6–3, 1–6, 5–7 |
| Runner–up | 15.  | 16 вересня 2001   | Бордо, Франція                 | Ґрунт    | Любомира Бачева       | 6–4, 1–6, 0–6 |
| Перемога  | 17.  | 11 червня 2006    | Простейов, Чехія               | Ґрунт    | Роміна Опранді        | w/o           |

### Парний розряд: 2 (0–2)
| Результат | Ранг | Дата              | Турнір        | Покриття | Партнер         | Опоненти                     | Рахунок  |
| --------- | ---- | ----------------- | ------------- | -------- | --------------- | ---------------------------- | -------- |
| Runner–up | 1.   | 20 квітня 1997    | Барі, Італія  | Ґрунт    | Ципора Обзилер  | Сандра Начук Драгана Зарич   | 4–6, 2–6 |
| Runner–up | 2.   | 17 листопада 1997 | Яффа, Ізраїль | Тверде   | Tzipora Obziler | Nataly Cahana Майке Каутстал | 2–6, 1–6 |

## Результати особистих зустрічей з гравцями першої 10-ки
Гравеці з 1 рейтингом WTA позначені жирним шрифтом.
- Мартіна Хінгіс 0–2
- Домінік Монамі 2–0
- Ліндсі Девенпорт 0–4
- Флавія Пеннетта 4–0
- / Каріна Габшудова 0–2
- / Єлена Докич 1–3
- Суґіяма Ай 1–3
- Анна Курникова 2–3
- Дженніфер Капріаті 0–2
- Аранча Санчес Вікаріо 0–1
- Олена Дементьєва 2–1
- Даніела Гантухова 3–2
- Надія Петрова 1–1
- Дінара Сафіна 1–0
- Анастасія Мискіна 1–1
- Амелі Моресмо 1–6
- Кім Клейстерс 1–1
- // Моніка Селеш 0–2
- Ніколь Вайдішова 0–1
- Єлена Янкович 1–1
- Вінус Вільямс 0–3
- Серена Вільямс 0–2
- Жустін Енен 1–2
- Марія Шарапова 0–2